# Gibi (prefix)
Gibi (förkortat Gi) är ett binärt prefix som betyder 230 = 1 073 741 824. Prefixet gibi har fått sitt namn av att det ungefär motsvarar SI-prefixet giga (109 = 1 000 000 000).
Binära prefix används främst när man uttycker minnesstorlekar och minnesåtgång i datorer; 230 bytes är en gibibyte (GiB), men kallas ofta slarvigt för en gigabyte.